# Kohima

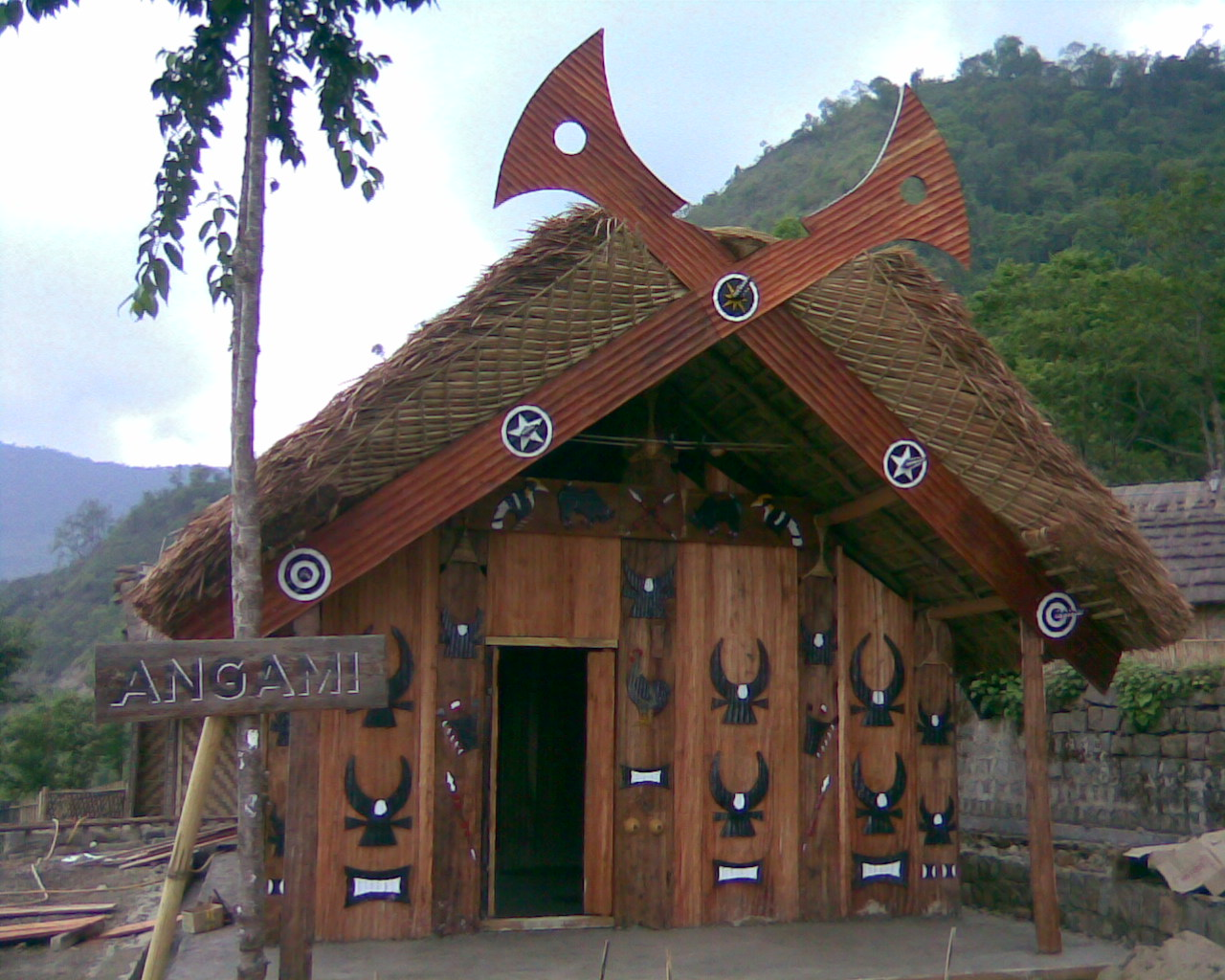
Reconstrucció d'una casa tradicional Naga al Naga Heritage Village a Kohima, capital de Nagaland

Kohima (hindi कोहिमा) és una ciutat i municipalitat de l'Índia, capital del districte de Kohima i de l'estat de Nagaland, prop de la frontera birmana a 25° 40′ N, 94° 07′ E / 25.67°N,94.12°E. És una de les tres municipalitats de l'estat junt amb Dimapur i Mokokchung. El seu nom deriva de "Kew Hi, nom d'una planta que creix a les muntanyes i "Kew Hi Ma" vol dir "Els homes de la terra on creix la flor Kew Hi". Antigament Kohima fou coneguda com a "Thigoma". Segons el cens del 2001 la població era de 78.584 habitants. La majoria de la població són nagues angamis, nagues aos i nagues rengma, però hi ha representació de les 16 tribus de la nació. La Gran Kohima que inclou la vila de Kohima, la ciutat de Kohima, Jakhama i Jotsoma és la segona àrea urbana de Nagaland després de Dimapur-Chumukedima amb 99.795 habitants. La vila de Kohima (Kohima Village) o Bara Basti (vila gran) forma la part nord-est de Kohima i està dividida en 4 khels: Tsütuonuomia, Lhisemia, Dapfütsumia i Pfuchatsumia (abreujat com T, L, D, i P Khel).

## Història
A partir de 1841 els britànics van començar a penetrar al país naga, el poble del qual va oposar ferotge resistència. Van caler quatre dècades per dominar la part occidental del país i Kohima fou la primera seu d'una administració moderna, capital del districte de les Muntanyes Naga (Naga Hills) que pertanyé a Assam (1878). El primer oficial polític G.H. Damant fou nomenat el 1879. Dins del districte Kohima fou una subdivisió amb una superfície de 6.053 km² amb una població de 70.221 el 1891 i de 68.619 el 1901 amb capital a la població de Kohima que tenia aleshores 3.093 habitants, i que abraçava a més altres 224 pobles 
El 1944 durant la II Guerra Mundial, es va lliurar la batalla de Kohima (4 d'abril a 22 de juny de 1944) simultània a la d'Imphal, que va capgirar el curs de la campanya de Birmània fent perdre la iniciativa als japonesos.
Quan Nagaland va esdevenir estat l'1 de desembre de 1963, Kohima en fou declarada capital con ja ho havia estat del territori que va existir nominalment durant la guerra de conquesta del país pels indis (1958-1963).

## Clima
El clima és moderat, suau a l'estiu i no gaire fred a l'hivern; al desembre i gener fa una mica més de fred i a les muntanyes pot arribar a nevar; a l'estiu (juliol i agost) oscil·la entre 26 i 32 graus, i plou fort i sovint. Algunes dades climàtiques es poden seguir al diagrama a la dreta:

## Llocs interessants
- Cementiri de guerra de les forces aliades, mantingut per la Comissió de tombes de la Commonwealth, situat prop del turó Garrison
- Museu de l'estat de Nagaland